# زیردریایی کلاس لوسوس
سابمارین کلاس لوسوس (به انگلیسی: Losos-class submarine) یک کلاس از زیردریایی است که طول آن 28.2 meters long می‌باشد. این کلاس از زیردریایی در سال ۱۹۸۶ ساخته شد.